# Polyplax jonesi
Polyplax jonesi är en insektsart som beskrevs av Kellogg och Ferris 1915. Polyplax jonesi ingår i släktet Polyplax och familjen ledlöss. Inga underarter finns listade i Catalogue of Life.